# Квіти зла (телесеріал)
«Квіти зла» (рос. Цветы зла) — російський детективний телесеріал 2013 р. студії «12А». Головні роли виконували: Світлана Антонова, Дмитро Ульянов, Олександр Устюгов, Юрій Ваксман, Сергій Чирков, Марія Звонарьова й Олександр Нікулін. Сценарист — Вєта Шпаргель, режисер — Ганна Легчілова. Прем'єра в Україні — 8 червня 2013 на телеканалі Інтер.

## Сюжет
Невелике провінційне містечко приголомшує серія жорстоких убивств. Поряд із деякими вбитими жінками знаходять дивні намистинки і вірші французького поета Шарля Бодлера зі знаменитої збірки «Квіти зла». Попри все, поліції не вдається вийти на слід злочинця. До розслідування підключається досвідчений психолог Ірина Єлісєєва. Вона має скласти психологічний портрет злочинця і розгадати його зловісний план.
Ірина живе разом із дочкою Оленою, й одного разу доля зводить її з майором поліції Сергієм Грозновим. Розмірене і стале життя жінки перетворюється на смертельно небезпечну гру.